# Palestina de los Altos
Palestina de los Altos è un comune del Guatemala facente parte del dipartimento di Quetzaltenango.
Il comune venne istituito il 18 febbraio 1933 con parte del territorio del comune di Ostuncalco.